# Октябрьский сельсовет (Зональный район)
Октябрьский сельсовет — муниципальное образование со статусом сельского поселения и административно-территориальное образование в Зональном районе Алтайского края России. Административный центр — посёлок Октябрьский.

## Население
| 1997  | 1998  | 1999  | 2000  | 2001  | 2002  |
| ----- | ----- | ----- | ----- | ----- | ----- |
| 1131  | ↘1122 | ↗1141 | →1141 | ↗1156 | ↗1178 |
| 2003  | 2004  | 2005  | 2006  | 2007  | 2008  |
| ↘1174 | →1174 | ↘1138 | ↘1123 | ↗1134 | ↗1143 |
| 2009  | 2010  | 2011  | 2012  | 2013  | 2014  |
| ↘1133 | ↗1149 | ↗1150 | →1150 | ↘1136 | ↘1132 |
| 2015  | 2016  | 2017  | 2018  | 2019  | 2020  |
| ↗1133 | ↗1137 | ↗1151 | ↘1127 | ↘1119 | ↘1091 |
| 2021  |       |       |       |       |       |
| ↘1081 |       |       |       |       |       |

По результатам Всероссийской переписи населения 2010 года, численность населения муниципального образования составила 1149 человек, в том числе 558 мужчин и 591 женщина. Оценка Росстата на 1 января 2012 года — 1150 человек.

## Населённые пункты
В состав сельского поселения входит один населённый пункт — посёлок Октябрьский.